# Coppa di Francia 2014 (ciclismo)
La Coppa di Francia di ciclismo 2014, ventitreesima edizione della competizione, si svolse dal 2 febbraio al 5 ottobre 2014, in 16 eventi tutti facenti parte del circuito UCI Europe Tour 2014. Fu vinta dal francese Julien Simon della Cofidis, mentre il miglior team fu Bretagne-Séché Environnement.

## Calendario
| Corsa | Data         | Evento                                        | Vincitore         | Squadra                     | Leader della classifica |
| ----- | ------------ | --------------------------------------------- | ----------------- | --------------------------- | ----------------------- |
| 1     | 2 febbraio   | Grand Prix d'Ouverture La Marseillaise (2014) | Kenneth Vanbilsen | Topsport Vlaanderen-Baloise | Baptiste Planckaert     |
| 2     | 22 marzo     | Classic Loire-Atlantique (2014)               | Alexis Gougeard   | AG2R La Mondiale            | Alexis Gougeard         |
| 3     | 23 marzo     | Cholet-Pays de Loire (2014)                   | Tom Van Asbroeck  | Topsport Vlaanderen-Baloise | Alexis Gougeard         |
| 4     | 4 aprile     | Route Adélie de Vitré (2014)                  | Bryan Coquard     | Team Europcar               | Julien Simon            |
| 5     | 15 aprile    | Parigi-Camembert (2014)                       | Bryan Coquard     | Team Europcar               | Bryan Coquard           |
| 6     | 17 aprile    | Grand Prix de Denain (2014)                   | Nacer Bouhanni    | FDJ.fr                      | Bryan Coquard           |
| 7     | 19 aprile    | Tour du Finistère (2014)                      | Antoine Demoitié  | Wallonie-Bruxelles          | Julien Simon            |
| 8     | 20 aprile    | Tro-Bro Léon (2014)                           | Adrien Petit      | Cofidis                     | Julien Simon            |
| 9     | 4 maggio     | Grand Prix de la Somme (2014)                 | Jaŭhen Hutarovič  | AG2R La Mondiale            | Julien Simon            |
| 10    | 31 maggio    | Grand Prix de Plumelec-Morbihan (2014)        | Julien Simon      | Cofidis                     | Julien Simon            |
| 11    | 1º giugno    | Boucles de l'Aulne (2014)                     | Alexis Gougeard   | AG2R La Mondiale            | Julien Simon            |
| 12    | 3 agosto     | La Poly Normande (2014)                       | Jan Ghyselinck    | Wanty-Groupe Gobert         | Julien Simon            |
| 13    | 24 agosto    | Châteauroux Classic de l'Indre (2014)         | Iljo Keisse       | Omega Pharma                | Julien Simon            |
| 14    | 14 settembre | Tour du Doubs (2014)                          | Rein Taaramäe     | Cofidis                     | Julien Simon            |
| 15    | 21 settembre | Grand Prix d'Isbergues (2014)                 | Arnaud Démare     | FDJ.fr                      | Julien Simon            |
| 16    | 5 ottobre    | Tour de Vendée (2014)                         | Armindo Fonseca   | Bretagne                    | Julien Simon            |

## Classifiche

### Individuale
| Pos. | Corridore           | Squadra      | Punti |
| ---- | ------------------- | ------------ | ----- |
| 1    | Julien Simon        | Cofidis      | 194   |
| 2    | Samuel Dumoulin     | AG2R La Mon. | 121   |
| 3    | Jaŭhen Hutarovič    | AG2R La Mon. | 118   |
| 4    | Armindo Fonseca     | Bretagne     | 106   |
| 5    | Alexis Gougeard     | AG2R La Mon. | 100   |
| 6    | Bryan Coquard       | Europcar     | 100   |
| 7    | Baptiste Planckaert | Roubaix      | 62    |
| 8    | Benoît Jarrier      | Bretagne     | 61    |
| 9    | Laurent Pichon      | FDJ.fr       | 60    |
| 10   | Rémy Di Grégorio    | La Pomme M.  | 53    |

### Squadre
| Pos. | Costruttore                  | Punti |
| ---- | ---------------------------- | ----- |
| 1    | Bretagne-Séché Environnement | 141   |
| 2    | AG2R La Mondiale             | 125   |
| 3    | Roubaix-Lille Métropole      | 116   |
| 4    | Cofidis                      | 111   |
| 5    | FDJ.fr                       | 102   |
| 6    | Team Europcar                | 99    |
| 7    | La Pomme Marseille 13        | 86    |
| 8    | BigMat-Auber 93              | 74    |